# Ola S. Svensson
Ola S. Svensson, född 15 januari 1963 i Nottebäcks församling i Småland, död 10 januari 1995 i Stockholm, var en svensk socialdemokratisk studentpolitiker. 
Svensson växte upp i Strömsnäsbruk och blev tidigt föreningsaktiv, bland annat i Fältbiologerna. Under sin gymnasietid i Ljungby engagerade han sig för första gången politiskt och blev inför kärnkraftsomröstningen en aktiv företrädare för Linje 3, där han även deltog i en TV-sänd debatt 1980.
Det var dock inte förrän i Lund, när han studerande juridik på Lunds universitet, som hans partipolitiska aktivitet startade på allvar. Här gick han med i SSU Frihet och var en av initiativtagarna till nybildningen av Lunds socialdemokratiska studentklubb 1985.
Svenssons studentpolitiska engagemang var framgångsrikt och 1987 kunde vänsterpartierna (kulturradikalerna och socialdemokraterna) bilda majoritet. Även om socialdemokraterna var avsevärt mindre än kulturradikalerna, blev det för första gången på många år, en socialdemokrat som blev kårordförande: Ola S Svensson.
Svensson började sedan att arbeta för ett återbildande av det socialdemokratiska studentförbundet. Vid denna tid var studentverksamheten ett nätverk inom SSU, men han lyckades övertyga SSU:s ordförande Anna Lindh om att det var en bra idé att återstarta det socialdemokratiska studentförbundet och 1990 återuppstod det socialdemokratiska studentförbundet. Under 1989 hade Ola S. Svensson varit anställd som ombudsman för studentverksamheten inom SSU och han blev det nybildade studentförbundets första ordförande. Svensson skrev också förbundets första stadgar. Efter två år som ordförande lämnade han posten och efterträddes av Jesper Bengtsson. Ola S. Svensson företrädde en traditionalistisk vänsterlinje och var en utmärkt skribent.
Svensson har av Morgan Johansson beskrivits som:
både en komplex och fantastisk person. Han hade en förmåga att få människor med sig, han var den mest allmänbildade person jag någonsin känt, spränglärd i allt från EU-frågor till påvedömets historia.
Och han var rolig. När jag som 15-åring träffade honom själv första gången, på en SSU-konferens i Tjörnarp i Skåne våren 1985, satt vi uppe ett gäng halva natten och lyssnade till Olas dråpliga anekdoter från universitetsvärlden, och vi skrattade så vi kiknade. […]
Jag är övertygad om att Ola S Svensson skulle ha blivit något stort i svensk arbetarrörelse om han fått leva.
Ola S. Svenssons insjuknade och dog i aids 1995. Till hans minne instiftades en fond för att stimulera en radikal, kritisk och välformulerad idédebatt i hans anda. Fonden skall utdela pris till den som i skrift eller tal välfunnet förmått sig driva sin linje, i enlighet med fondens ändamål.